# Omnia II
Samsung GT-18000 (Omnia II, WiTu AMOLED) — смартфон с сенсорным дисплеем, созданный на базе процессора Samsung S3C6410 (реализация ARM 1176) и операционной системы Android 2.2 Froyo (в ранних прошивках использовалась версия 2.1 Eclair).

## Описание
Samsung GT-18000 позиционируется как смартфон для деловых людей, бизнесменов, постоянно занятой публики. GT-i8000 пришёл на смену WiTu и лишён его недостатков. Графический пользовательский интерфейс представлен собственной разработкой Samsung — TouchWiz II. Конкурентами данного устройства являются Touch Diamond 2, HD2 и MAX 4G от HTC, ASUS P835, Acer S200, Acer F900, Toshiba TG01 и iPhone 3GS от Apple.

## Технические характеристики
- Сеть: GSM(850/900/1800/1900)/GPRS(Class 12)/EDGE и UMTS(900/1900/2100)/HSDPA/HSUPA/WCDMA;
- ОС: Windows Mobile 6.5 Professional;
- Графическая оболочка: TouchWiz II;
- Процессор: Samsung S3C6410 667MHz[3][4], в режиме АВТО достигающий 845 MHz. Видеоускоритель встроен в процессор[5];
- Дисплей: 3,7-дюймовый сенсорный резистивный AMOLED 480×800 точек, глубина цвета — 16 бит/65 тыс. цветов (отсутствует поддержка мультитач);
- Камеры: основная — 5-мегапиксельная (2560×1920 пикс.) с двойной светодиодной вспышкой, фронтальная VGA-камера — 0,3-мегапиксельная;
- Память: RAM — 256 МБ, ROM — 512 МБ, флеш — 2, 8 или 16 ГБ и слот для карт microSD/microSDHC (до 32 ГБ);
- Модули/приёмники: GPS c a-GPS, FM-радио с RDS;
- Датчики: ускорений (акселерометр), освещённости, сенсор приближения, цифровой компас;
- Коммуникации: Wi-Fi b/g, Bluetooth 2.0 + EDR, USB 2.0, microUSB, 3,5 мм разъём для гарнитуры/TV-выход, DLNA;
- Хард-кнопки: приём вызова, отбой вызова, менеджер запущенных приложений, блокировка/разблокировка аппарата, активация работы камеры, возврат в предыдущее меню, reset (внутри устройства);
- Аккумулятор: съёмная Li-Ion батарея ёмкостью 1500 мАч (или 1440 мАч);
- Размеры и масса: 118 × 59,6 × 12,3 мм, 117 г[6];
- Максимальный SAR (удельный коэффициент поглощения) — 0,496 Вт/кг[6].

## Интересные факты
- Прошивка по умолчанию содержит интерфейс на 12 языках (French, Italian, German, Russian, Norwegian, Dutch, Czech, Greek, Spanish, Portuguese, Finnish, Danish, Polish & Swedish).
- Разъём Jack 3,5 — многофункциональный и при подключении спросит вас, — каким образом его использовать — headphones (наушники), headset (гарнитура — наушники с микрофоном) или TV-Out (выход на телевизор).
- На Samsung Omnia II впервые начался распространяться Swype[7], но в Россию телефон со Swype не поставлялся.
- Компания Visicron Systems, Inc предлагает использовать программное обеспечение «Мобильный видеотелефон VZO», позволяющее задействовать для общения фронтальную камеру устройства. Программа работает под Windows Mobile 6.1, начиная с версии 1.4.0 и при установке специального Samsung SDK[8].
- Весной 2010 года онлайн-магазин приложений Samsung Apps стал доступен российским пользователям гаджета[9].
- На коммуникатор силами независимых программистов проводится портирование операционной системы Android[10], на данный момент доступна версия Android 2.2 FroYo[11].
- Первая модель телефона компании Samsung, в которую стал встраиваться бесплатный мобильный навигатор Navifon[12].